# Criterion
Criterion fue la primera revista de filosofía en catalán, dirigida por el capuchino Miquel d'Esplugues. Su publicación era trimestral, entre 1925 y 1936. Se volvió a editar después de la Guerra civil española, ahora como colección de temas filosóficos y religiosos, en 1959. Basili de Rubí fue el nuevo iniciador, y su sucesor, por poco tiempo, Àlvar Maduell. La colección debía de ser en principio revista, pero las leyes de prensa del ministro Manuel Fraga Iribarne no la autorizaron, y la revista cerró en 1969.